# Wolter von Plettenberg
Wolter von Plettenberg (o Walter) (Welver, 1450 circa – Cēsis, 28 febbraio 1535) fu Gran Maestro dell'Ordine di Livonia in carica dal 1494 al 1535.

Arma gentilizia del Gran Maestro

Con i suoi 41 anni di mandato, interrotti solo dal periodo in cui nel 1501 e nel 1502 a farne le veci mentre era impegnato in Russia fu Wennemar von Dellwig, è stato il cavaliere che ha ricoperto per più tempo la carica di Landmeister nella storia dell'Ordine di Livonia e una delle figure più ammirate e studiate dalla storiografia estone e lettone per via della sua carriera politica e religiosa.

## Ascesa
Wolter von Plettenberg nacque a Welver, in Vestfalia. Legato alla casata dei von Plettenberg, fu primo figlio di Berthold von Plettenberg e di Gosteke Lappe. Essendo suo padre membro dell'Ordine teutonico, Wolter seguì lo stesso destino, spostandosi dapprima nel forte di Narva a 10 e venendo poi nominato ufficialmente cavaliere a circa 14 anni. Nel 1489 divenne maresciallo dell'Ordine di Livonia (Landmarschall), dimostrando le proprie capacità strategiche già nel 1491 durante la guerra civile ancora in corso tra la Livonia e gli abitanti di Riga. Subentrò a Johann Freitag von Loringhoven alla sua dipartita, nel 1494 venendo votato all'unanimità. Il 9 ottobre 1494, l'Hochmeister dell'Ordine Teutonico Johann von Tiefen ratificò questa elezione.
Seguendo gli schemi della storiografia tradizionale, Wolter von Plettenberg fu il primo Gran maestro nominato a Medioevo concluso (1492), un'epoca in cui i cavalieri di Livonia dovettero riuscire ad imporsi spesso militarmente (contro le popolazioni locali e, successivamente, I confinanti Granducato di Lituania e Granducato di Mosca) e politicamente (giungendo - l'Ordine - a divenire autonomo dai teutonici intorno alla metà del XV secolo).

## I rapporti tra Livonia e Russia

### Prodromi della guerra
Nel 1494, il Gran Principe di Mosca Ivan III ruppe la tregua stipulata con il capo di Livonia precedente, fece chiudere l'ufficio della Lega Anseatica a Novgorod e ordinò la cattura di tutti i commercianti anseatici (la maggior parte dei quali livoniani) che erano a Novgorod. La politica di Ivan III fu di tipo repressivo poiché informato che i tedeschi avevano pagato le merci dei russi con del denaro falso, avevano bruciato una chiesa ortodossa e avevano sequestrato e sodomizzato un russo. Il principe non badò a verificare la veridicità o meno di queste voci, limitandosi a disporre l'allontanamento di coloro che non erano stati arrestati dalla Russia. In Livonia si diffuse subito il pericolo della guerra con Mosca. Dopo una trattativa fallita nel 1498, Wolter von Plettenberg decise di allestire un esercito pronto per partire alla volta di Pskov, allora ancora formalmente uno Stato indipendente, ma sotto la pesante influenza di Mosca.

### 1501: la guerra con la Russia
La firma del trattato di Wenden nel 1500, permise a Wolter von Plettenberg, irato per quanto accaduto a Novgorod, e al Granduca di Lituania Alessandro Jagellone di raggiungere un'intesa militare: la Lituania era già in guerra con la Russia dal 1499. I cavalieri di Livonia cercarono anche di convincere Papa Alessandro VI a rilasciare una bolla per una crociata contro i russi, senza successo.
La guerra scoppiò a un anno di distanza dalla firma del trattato: resosi conto di dover gestire necessariamente il conflitto in prima persona, nel 1501 e nel 1502 a ricoprire il ruolo di Gran maestro ad interim e ad operare in Livonia mentre Wolter von Plettenberg era impegnato in Russia, fu Wennemar von Dellwig. Nella guerra svoltasi dal 1501 al 1503, Wolter von Plettenberg confermò le sue abilità come stratega: sfruttò infatti appieno le due potenzialità maggiori dell'Ordine di Livonia, ovvero la cavalleria pesante e l'artiglieria. Il 27 agosto 1501 gli alleati si accingevano ad affrontare una sfida molto impegnativa, divenuta nota come battaglia del fiume Siritsa: l'esercito della Confederazione di Livonia, composto da 8.000 cavalieri e 4.000 fanti, doveva fronteggiare quello della Moscovia e Pskov, composto da 40.000 uomini. I russi si dimostrarono però assolutamente impreparati a fronteggiare gli assalitori.

### Evoluzione del conflitto
Il 27 agosto 1501, sul fiume Siritsa, a 10 km da Izborsk, si scontrarono le forze di Livonia sotto Wolter von Plettenberg e quelle russe. Le prime, in forte inferiorità numerica, riuscirono sorprendentemente a battere i nemici per via della superiorità a livello balistico e di artiglieria bellica.
Fu il reggimento di Pskov ad attaccare per primo, venendo però immediatamente respinto. L'artiglieria dell'Ordine di Livonia procedette poi a distruggere il resto dell'esercito russo, il quale una volta sfondate le linee non riusciva ad opporre una adeguata resistenza.
Durante l'inverno tra il 1501 ed il 1502, i russi devastarono a tal punto la Livonia orientale che molti dignitari locali intendevano trattare la pace con la Moscovia. Tuttavia, Wolter von Plettenberg decise di continuare la guerra e tentò di conquistare ancora una volta Pskov, tentando di sovvertire gli esiti della sconfitta riportata decenni prima da Bernhard von der Borch nella guerra russo-livoniana (1480-1481). Sapendo che le forze principali del principato di Mosca erano occupate nell'assedio di Smolensk, Wolter von Plettenberg decise di mettere sotto assedio Pskov. Sempre nel 1501, l'esercito della Confederazione di Livonia, composto da 25.000 uomini, tentò l'assalto della fortezza di Izborsk, senza tuttavia alcun risultato positivo. Il 6 settembre, Wolter von Plettenberg diede il via all'assedio di Pskov, saccheggiando la sua periferia. Chiese ai difensori ad arrendersi, ma questi, aspettando i rinforzi, rifiutarono la resa. Dopo tre giorni, da Mosca giunsero gli aiuti militari e le truppe della Confederazione di Livonia furono costrette a ritirarsi. Vedendo il ritiro di queste ultime, l'esercito del Granducato di Mosca si lanciò al loro inseguimento.
Il 13 settembre 1502, nei pressi di Pskov, si svolse la battaglia del lago Smolin. In questo scontro vennero coinvolti solo 5.000 (dei quali 2.000 erano mercenari lanzichenecchi) guerrieri della Confederazione di Livonia, contro circa 25.000 dell'esercito del Granducato di Mosca, comprendente le forze da Pskov, Novgorod, Mosca e forze alleate tartare. La Confederazione di Livonia, malgrado ancora una volta l'inferiorità numerica, vinse la battaglia, sebbene non fu decisiva; la Cronaca di Balthasar Russov dice che Wolter von Plettenberg perse solo 400 uomini. L'esercito livoniano comunque si aspettava rinforzi dalla Lituania, ma questi non arrivarono. Per tale motivo, date le avversità, Wolter von Plettenberg fu costretto a lasciare la Russia. Lo storico Nikolaj Karamzin scrisse: “Il Landmeister ha vinto contro forze superiori, ma i suoi obiettivi strategici, ovvero ottenere Izborsk e Pskov, non furono raggiunti. Piuttosto che continuare invano l'assedio di queste città, Wolter von Plettenberg saggiamente tornò in Livonia”. Nell'inverno del 1502, i russi si riaffacciarono nelle terre della Confederazione di Livonia con delle rappresaglie. Nell'aprile del 1503, venne mediato un cessate il fuoco un periodo di 6 anni; la tregua venne estesa sino al 1522 e, successivamente sino al 1551.

## La questione religiosa
Dopo il 1425, von Plettenberg dovette fronteggiare una nuova questione, di tipo religioso, dovuta alla diffusione del luteranesimo nelle terre baltiche e in Prussia. Il Gran maestro rimase fedele alla Chiesa cattolica, ma si mostrò molto tollerante verso le chiese riformate. In questo modo, di fatto, l'Ordine di Livonia divenne un istituto triconfessionale (cattolici, luterani e calvinisti) con il Gran Magistero e le principali cariche ricoperte dai nobili cattolici.

## L'indipendenza dall'Ordine Teutonico
Le guerre con la Polonia e la Lituania nel corso del XV secolo avevano talmente indebolito l'Ordine teutonico che, nel 1513, il Gran maestro dei cavalieri di Livonia ripudiò ufficialmente qualsiasi legame tra il suo Ordine con i teutonici: tale presa di posizione segnò il definitivo passo per una piena (e ora formale) indipendenza governativa ed amministrativa della Livonia dalla Prussia.
Quando l'Hochmeister Alberto I di Prussia introdusse la Riforma protestante e secolarizzò la parte prussiana dello Stato monastico dei cavalieri teutonici, creando il 10 febbraio 1525 il Ducato di Prussia (primo Stato protestante in Europa) sotto la protezione del Re di Polonia, l'Ordine di Livonia confermò la propria indipendenza, anche se il quadro politico della zona baltica lo vedeva circondato da potenze aggressive. Gli sforzi di Alberto I di Prussia di non allontanarsi del tutto dalla Livonia, tentando di introdurre il protestantesimo nell'Ordine, incontrarono diverse resistenze e divisero la Confederazione di Livonia. Le terre delle odierne Lettonia ed Estonia, che erano sotto il dominio dell'Ordine di Livonia, aderirono alla Riforma nel 1525.
Inizialmente, Wolter von Plettenberg sostenne i luterani, sperando così di soggiogare il cattolico Arcivescovo di Riga, ma poi rifiutò di convertirsi al luteranesimo e di diventare un sovrano laico di Livonia, come accaduto per i teutonici. Preferì divenire vassallo ed essere insignito del titolo di Principe Imperiale (Reichsfürst) da Carlo V, sperando così di ottenere un sostegno diretto dal Sacro Romano Impero. Saltò così definitivamente l'ipotesi di costituire in Livonia un regno centralizzato e avviare riforme politiche.

## Lascito
Tradizionalmente, sia gli storici tedeschi del Baltico che estoni hanno ritenuto von Plettenberg una delle guide più capaci e vittoriose nella storia della Livonia, tanto da essere definito dal primo di studiosi sopraccitati uno dei più grandi Gran maestro ed eroe nazionale. Un suo busto è conservato nel tempio Walhalla in Germania.

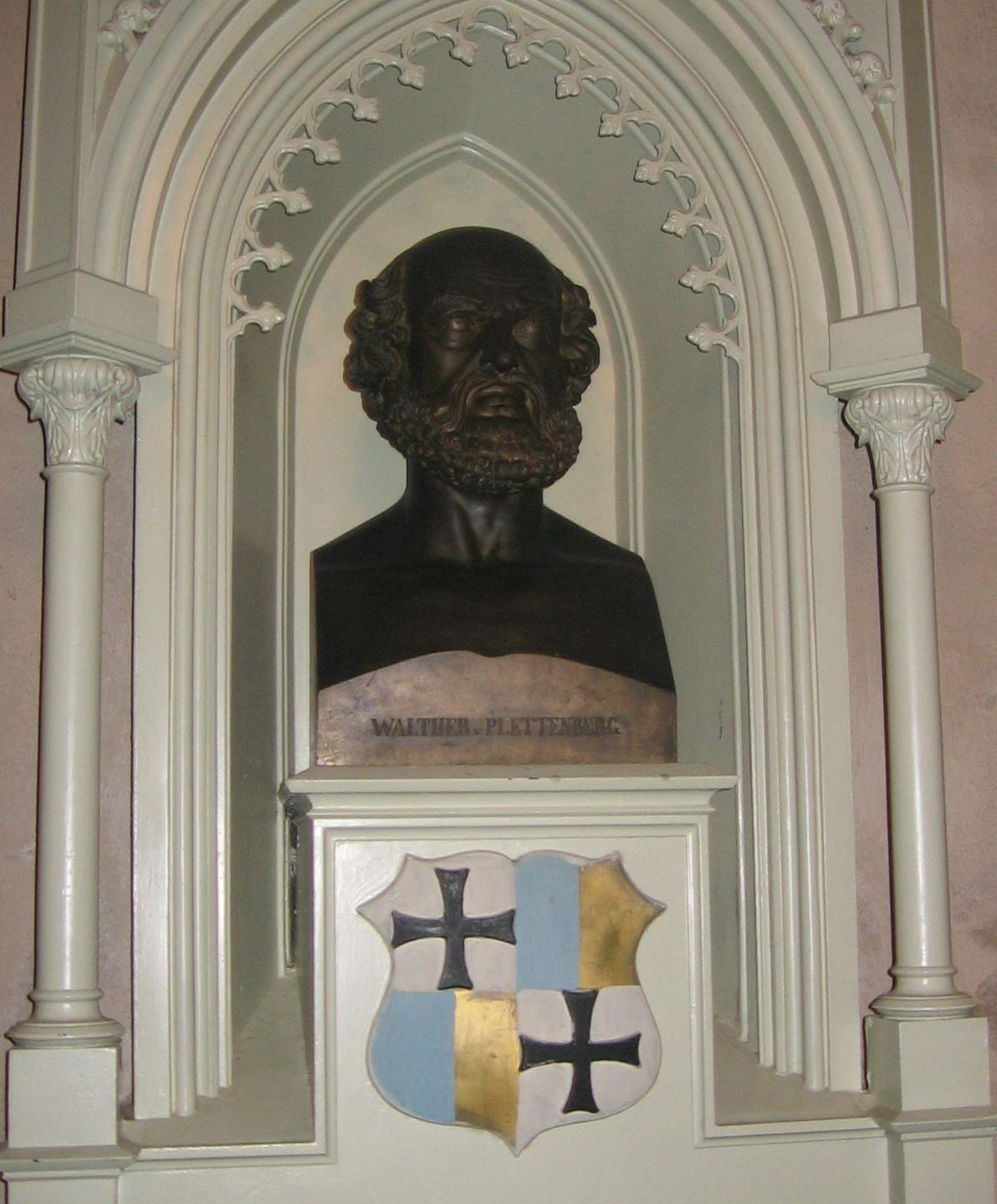
Busto di Plettenberg presso il tempio Walhalla

I due testi più importanti che si focalizzano sulla figura di von Plettenberg sono quello di Hans-Fredrich Blunck intitolato Wolter von Plettenberg: Deuchordenmeiester in Livland (1938) e quello di Mia Munier-Wroblewski Zeitenwende, Ein Deutschordensroman (1939). Inoltre, il Landmeister è presente in diversi romanzi storici.
Nel 2015, la banca della Lettonia, con sede a Riga, emanò una moneta commemorativa per il cinquecentesimo anniversario del castello di Riga, posto tra la figura di von Plettenberg e della Vergine Maria (è celebre una rappresentazione del Gran maestro che ringrazia Maria per le vittorie riportate sui russi).